# آپچرچ
آپچرچ (به انگلیسی: Upchurch) یک روستا و محله مدنی در بریتانیا است که در Swale واقع شده‌است. آپچرچ ۲٬۴۸۴ نفر جمعیت دارد.